# Serra d'Altars
La Serra d'Altars és un serra del terme municipal de la Torre de Cabdella, a la comarca del Pallars Jussà, termenal amb Sort, del Pallars Sobirà. És, per tant, partió entre aquestes dues comarques.
Forma part del conjunt de serres encadenades que delimiten per llevant la Vall Fosca. El seu extrem septentrional és el Coll del Triador (2.106,1 m. alt.), a tocar i al sud del Tossal de Pamano, de 2.161,1 m. alt., i el meridional, la collada de 2.447,3 m. alt. que hi ha al nord de lo Tossal, de 2.493,9 m. alt (lo Tossal, de fet, ja forma part de la Serra del Rei). A la part central-meridional de la serra hi ha el Bony d'Altars, de 2.416,9 m. alt., i la Collada d'Altars, coll situat a 2.404,2 m. alt.
La seva continuïtat cap al nord és la Serra de la Mainera, i cap al sud, la Serra del Rei.
En el vessant orientals d'aquesta serra hi ha les instal·lacions superiors de l'estació d'esquí de Llessui. Té en el vessant occidental la població d'Aiguabella, i a l'oriental, la de Llessui.